# Naračanská jezera

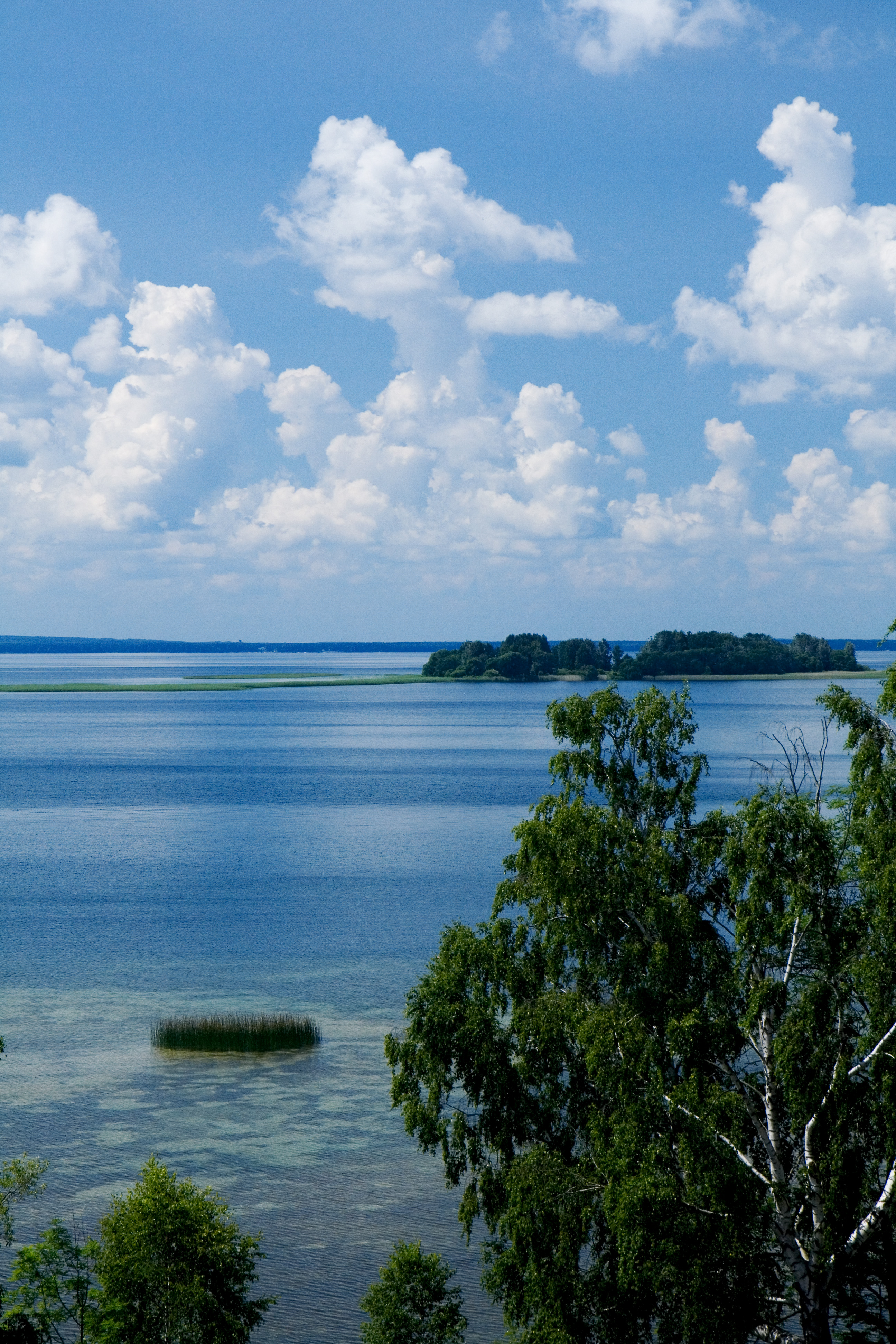
Jezero Narač

Naračanská jezera (bělorusky Нарачанскія азёры) nebo Naračanská skupina jezer (bělorusky Нарачанская група азёр) v Mjadzelském rajónu v povodí řeky Narač. Do skupin Naračanských jezer patří Narač, Mjastra, Batoryna, Bílé. 
Jsou propojena mezi sebou krátkými kanály (s výjimkou bezodtokého Bílého jezera) se společným soutokem u řeky Narač, a také 10 malými jezery, z nichž většina se nachází na území hydrologické rezervace „Čaremšycy“ (Гідралагічны заказнік „Чарэмшыцы“).

## Jezera
|  | Narač    |
|  | Mjastra  |
|  | Batoryna |
|  | Bílé     |